# Franz-Josef Kemper (Geograph)
Franz-Josef Kemper (* 7. April 1944 in Bonn; † 2. Januar 2013 in Berlin) war ein deutscher Sozialgeograph und Hochschullehrer.

## Leben
Kemper wurde 1975 an der Universität Bonn mit einer Arbeit zur Freizeitgeographie am Beispiel Bonns promoviert. 1988 habilitierte er sich in Bonn. An der Humboldt-Universität zu Berlin übernahm er 1995 eine Professur am Geographischen Institut. Sein hauptsächliches Arbeitsgebiet war die Bevölkerungs- und Migrationsgeographie.

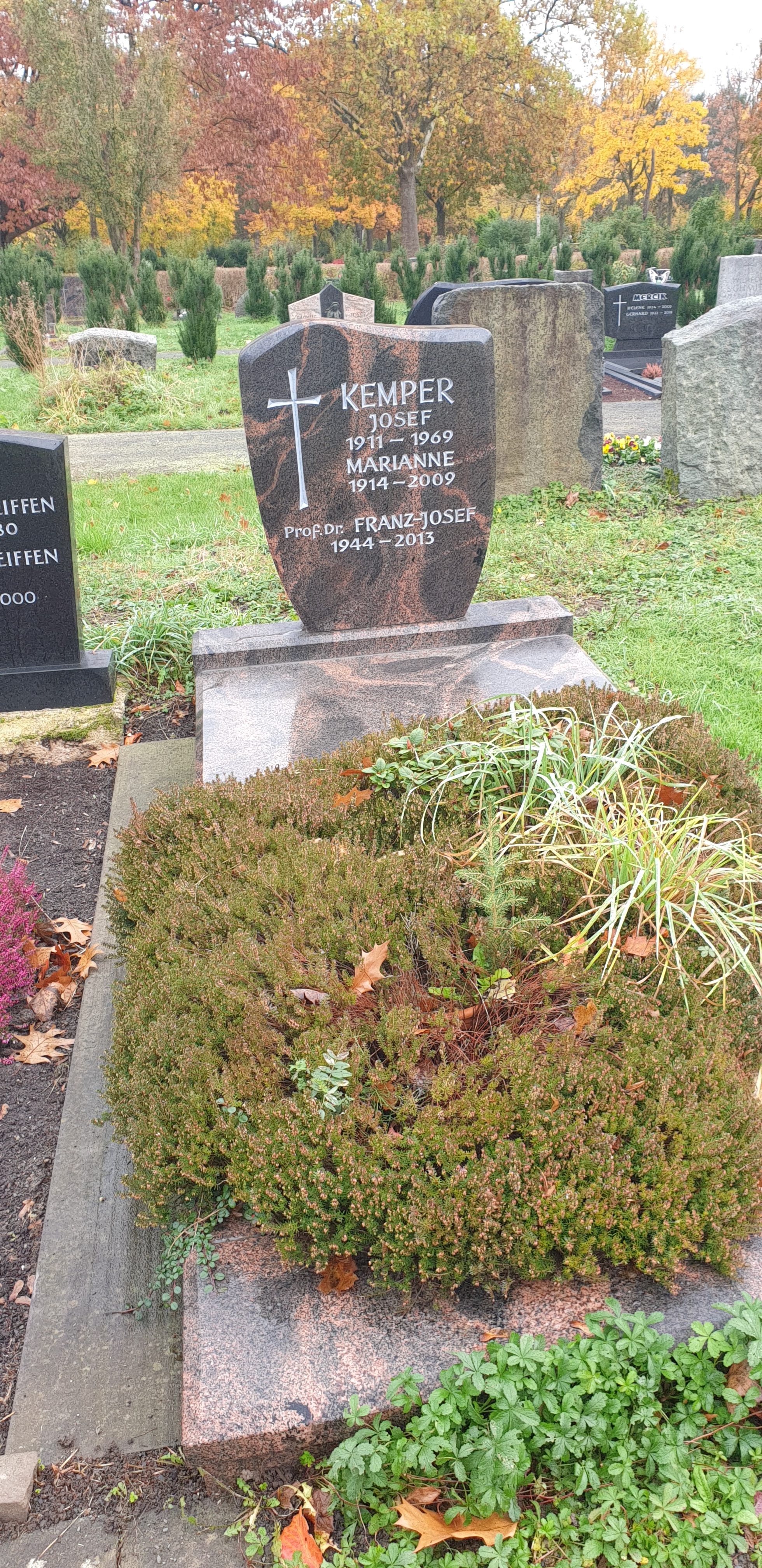
Grab der Familie Kemper auf dem Bonner Südfriedhof

## Veröffentlichungen (Auswahl)
- Inner- und ausserstädtische Naherholung am Beispiel der Bonner Bevölkerung – ein Beitrag zur Geographie der Freizeit (Diss.), Arbeiten zur rheinischen Landeskunde, H. 42, Bonn 1977, ISBN 3-427-71421-7
- Probleme der Geographie der Freizeit: ein Literaturbericht über raumorientierte Arbeiten aus den Bereichen Freizeit, Erholung und Fremdenverkehr. In: Bonner geographische Abhandlungen, H. 59, Bonn 1978, ISBN 3-427-75591-6
- Multivariate Analysen für nominalskalierte Daten: ein Handbuch zur Benutzung ausgewählter EDV-Programme. Bundesforschungsanstalt für Landeskunde und Raumordnung, Bonn 1982, ISBN 3-87994-803-8
- Sozialökonomische Struktur und Wahlverhalten am Beispiel der Bundestagswahlen von 1980 und 1983 in Essen (mit Helmut Hahn), Arbeiten zur rheinischen Landeskunde, H. 53, Bonn 1985, ISBN 3-427-71531-0
- Wanderungen älterer Menschen im ländlichen Raum am Beispiel der nördlichen Landesteile von Rheinland-Pfalz. In: Arbeiten zur rheinischen Landeskunde, H. 54, Bonn 1986, ISBN 3-427-71541-8
- Wandel und Beharrung von regionalen Haushalts- und Familienstrukturen: Entwicklungsmuster in Deutschland im Zeitraum 1871–1978 (Habil.). Bonn 1988 (auch: Bonn 1997, ISBN 3-427-76461-3)
- Bevölkerungsgeographie: eine Einführung (mit Wolfgang Kuls). 3. Auflage. Stuttgart 2000, ISBN 3-519-23417-3
- Population ageing in Germany and Poland: a comparison of regional developments in the 1990s (mit Slawomir Kurek). Geographisches Institut, Arbeitsberichte, Heft 120, Berlin 2006